# Ceridwen
Ceridwen, Cerridwen, Caridwen, Keridwen ou Kyrridwen est une déesse, enchanteresse et magicienne de la mythologie galloise. Elle vit au sein du lac Bala avec le géant Tegid Voel et a pour enfants Morvran et Creirwy. Elle est connue au travers de la légende du chaudron de Ceridwen dont le breuvage est destiné à donner la sagesse à Morvran. Après avoir demandé son aide à Gwion Bach, elle le dévore et accouche neuf mois plus tard du druide Taliesin. Ceridwen est considérée comme la déesse de la renaissance et de la transformation.

## Étymologie
Du gallois crwca (« courbe ») et benyw et/ou dynes (« femme »), signifiant « femme courbe » ou « femme tordue ». Un équivalent gaulois pourrait s'écrire Crucabena. Néanmoins, Philippe Jouët propose carito uinda, soit quelque chose comme « charitable blancheur ».

## Légende
Ceridwen vit sur une île au milieu du lac Bala avec son compagnon Tegid Voel. Elle donne naissance à deux enfants aux traits opposés : le très laid Morvran, aussi appelé Afagddu  (l'obscurité), et la belle Creirwy (la lumière) . Ne parvenant pas à tolérer le handicap de son fils, Ceridwen fait bouillir dans un chaudron magique (Awen) une potion de connaissance pendant un an et un jour afin de lui permettre de devenir sage et respecté,.

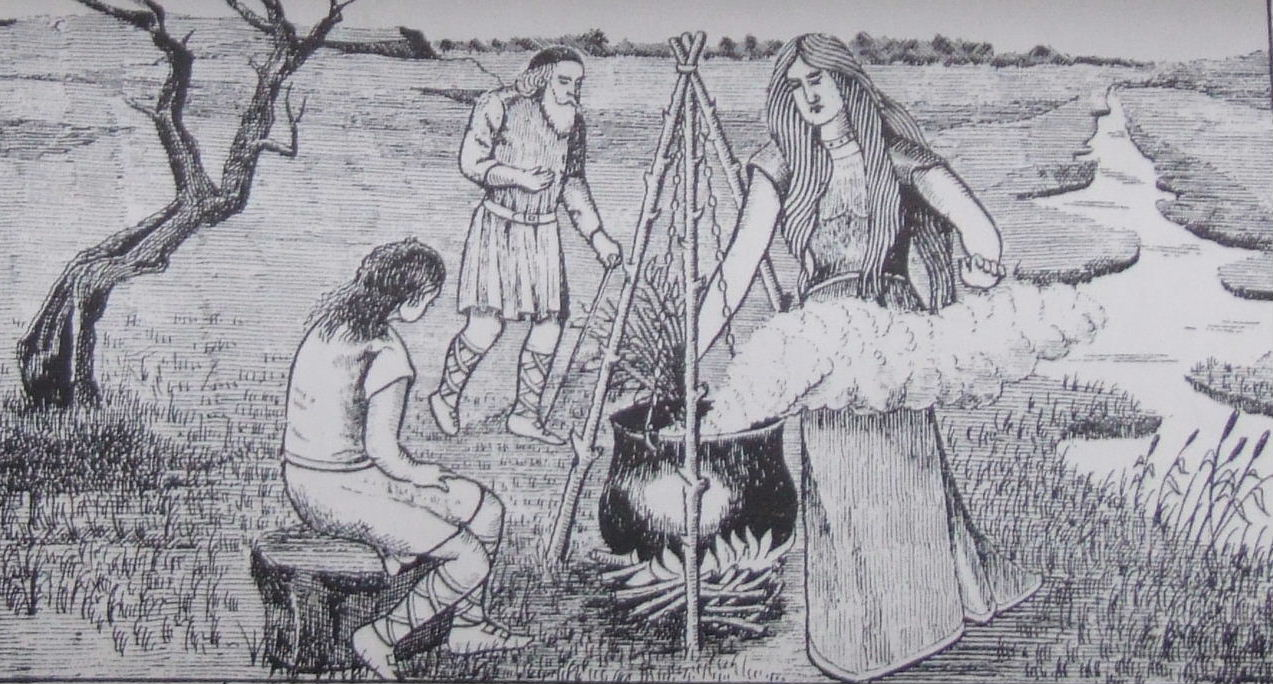
Illustration de la scène du chaudron avec Ceridwen à droite (1901).

Elle confie la tâche de veiller sur le chaudron à Gwion Bach, mais trois gouttes tombent sur le doigt de ce dernier, il le lécha et il reçut ainsi le don à la place de Morvran. Furieuse, Ceridwen poursuivit Gwion Bach qui se transforma maintes fois pour lui échapper. Il finit par se changer en grain de blé et Ceridwen, transformée en poule noire, en profita pour le manger,.
Quelque temps plus tard, elle donne le jour à Taliesin. En effet, dans les légendes celtiques, le fait qu'une femme mange est souvent associé à une grossesse,. Taliesin est considéré comme l'incarnation de Gwien, héritant des pouvoirs du chaudron.

## Symbolisme
La légende de Ceridwen lui donne des caractéristique de magicienne et de sorcière ainsi que la faculté de se métamorphoser. Elle est souvent rapprochée des personnages mythologiques de Cailleach et Hag. Le chaudron qu'elle utilise est un symbole d'abondance dans la plupart des mythes celtiques, mais représente également en Irlande un lien avec le monde des divinités celtiques (en). Ainsi, derrière les caractéristiques de magicienne se trouvent également une symbolique qui la relie à une déesse de la terre et de la fertilité. La légende du chaudron illustre enfin la notion de renaissance.
Au Moyen-Âge, l'étymologie du nom Ceridwen, « femme courbe, courbée » voire « tordue », a contribué à l'imagerie difforme de la sorcière, au prisme de l'interprétation monothéiste anti-magique — encore que le monothéisme ait ses magies théurgiques et thaumaturgiques. Néanmoins, dans l'antiquité, on se défiait déjà des sortilèges, quand ils semblaient néfastes[réf. nécessaire].

## Néopaganisme
Dans le néopaganisme de la wicca, Ceridwen est associée à la Grande Déesse totale et primordiale[réf. nécessaire].
Les druidismes contemporains intègrent diversement sa figure[réf. nécessaire].

## Culture populaire
Les premières allusions à ce récit sont identifiés dans les poésies du XIIe et XIVe siècles avant d'être transformés en conte dans le Hanes Taliesin (en). Au XIXe siècle, Friedrich Theodor Vischer utilise la légende dans son roman Auch Einer.
Ceridwen est l'une des 1 038 femmes dont le nom figure sur le socle de l'œuvre contemporaine The Dinner Party de Judy Chicago. Elle y est associée à la déesse Ishtar, troisième convive de l'aile I de la table.